# Obsjtina Jablanitsa
Obsjtina Jablanitsa (bulgariska: Община Ябланица) är en kommun i Bulgarien.   Den ligger i regionen Lovetj, i den centrala delen av landet, 80 km nordost om huvudstaden Sofia. Antalet invånare är 2 854. Arean är 58 kvadratkilometer.
Terrängen i Obsjtina Jablanitsa är lite kuperad.
Obsjtina Jablanitsa delas in i:
- Brestnitsa
- Dobrevtsi
- Zlatna Panega
- Oresjene
- Malăk izvor

Följande samhällen finns i Obsjtina Jablanitsa:
- Jablanitsa

Trakten runt Obsjtina Jablanitsa består till största delen av jordbruksmark. Runt Obsjtina Jablanitsa är det ganska glesbefolkat, med 34 invånare per kvadratkilometer.